# Đorđe Nastić
Đorđe Nastić, kršteno ime Risto (Mostar, 1884. – 1919.) Srbin iz Bosne, diplomirani filozof i agent provokator austrijske vlade koji je povezan s Bombaškom aferom 1907. – 1908. godine u Kneževini Crnoj Gori i Veleizdajničkim procesom 1909. godine u Zagrebu. U oba slučaja, radio je u interesu politike Beča.
Bio je aktivni član nacionalnih srpskih organizacija u Sarajevu, a potom otišao je u Beograd gdje se povezao s tada brojnim nacionalnim, revolucionarnim i zavjereničkim organizacijama koje su djelovale u Srbiji i van nje s ciljem srpskog ujedinjenja. Službena historiografija ga uglavnom tretira kao ubačenog austrougarskog agenta, a u enciklopedijama je najčešće označen kao izdajnik srpskog naroda, jer je u svojoj brošuri objavljenoj 1908. pisao o mnogim tajnim i zavjereničkim aktivnostima koje su navodno provodili beogradski režim i brojne nacionalne organizacije u Srbiji. Beču je od ključnog političkog značaja bilo udaljavanje Srbije i Crne Gore, zbog svog planiranog prodora na istok (Drang nach Osten), a Srbiji je smetala samostalna Crna Gora, koja joj se ne želi potčiniti.
Sekula Drljević je citirao Ljubu Jovanovića: Zatim dolazi u Beograd poznati austrougarski poverenik Đ. Nastić. On vara i provocira mladićske patriotske krugove, uvlači se u vojne radionice u Kragujevcu, gde od lakovernih ljudi izvara i izmami nekoliko vojničkih bombi, prenosi ih u društvu notornih bečkih agenata kroz celu habsburšku teritoriju, od Zemuna do Kotora i naposljetku pokazuje ih sa velikim skandalom na Cetinju kao namenjene da uzmu život knezu Nikoli. Drljević navodi da Nastić nije sudjelovao u nošenju bombi u Crnu Goru kao i da su oni, koji su nosili bombe, služili interesima Austro-Ugarske, jer u protivnom ona ne bi potpomagala nošenje bombi. Na suđenju Srbima u Veleizdajničkom procesu, pitanja koja je obrana postavila Nastiću kao i njegovi odgovori, dovodili su do zaključka da je on bio glavni organizator slanja bombi na Cetinje. Pošto razotkrivanje njegove uloge i u prijašnjim aferama nije išlo u prilog vlastima, državni tužitelj i predsjednik suda omeli su davanje odgovora, ubacujući se u dijalog svojim potpitanjima. 
U slučaju Veleizdajnikog procesa on iznosi u javnost dokument, koji je trebao biti kompromitirajući materijal protiv optuženih Srba. Osnova za optužnicu bila je ta brošura pod naslovom Finale, kojoj je autor bio Đorđe Nastić, tiskana 5. kolovoza 1908. u Budimpešti. Ban Pavao Rauch je imao plan na osnovu Nastićevog materijala zavesti u Hrvatskoj izvanredne mjere, jer im je smetala Hrvatsko-srpska koalicija koja je išla u pravcu udaljavanja od Austro-Ugarske. Po zagrebačkom Srbobranu Nastić je primao direktive za rad od austrijske obavještajne službe preko kapetana Michaela Vojnera. Velike je brige zadavao obrani, ali neugodnosti zbog davanja podrške njemu nisu mimoišle ni porotu. Lujo Bakotić je pisao protiv Nastića i njegovih argumenata objavljenih u djelu Finale, a vraćao se i na njegovu ulogu u cetinjskoj aferi. Jovan Banjanin je o Nastićevom svjedočenju protiv njega rekao: Nikada nisam dopisivao ni o čemu sa Slov. Jugom ili kakvom revol. organizacijom ili članovima njezinim... Za sav taj rad saznao sam tek iz Finala. I ako mi se dokaže protivno, ali ne prostim, ničim ne potkrijepljenim tvrdnjama jednog lokšpicla, nego stvarnim dokazima i konkretnim činjenicama, ja evo dajem svoju mušku riječ, da ću ovoga časa izvršiti sam ono, što meni i mojim prijateljima tako živo želi Akurti. Budislav Budisavljević je u Srbobranu o njemu zapisao da za novac služi gospodarima, jer mu je to u krvi: Djed mu je bio turski špijun, otac bosanski, a on svačiji.

## Djela
- Jezuite u Bosni, brošura, Nova štamparija Davidović, Beograd, 1906.
- Moje afere, brošura, Hrvatska pučka seljačka tiskara, Zagreb, 1908.
- Finale, brošura, Sam. Markus, Budimpešta 1908. (Drugo izdanje: Tisak C. Albrechta, Zagreb, 1908.)
- Wo ist die Wahrheit?: neue Daten und Dokumente zur züdslavischen revolutionären Agitation, brošura, D. S. Kajon, Sarajevo, 1908.